# 汕頭街
汕頭街（英語：Swatow Street）是位於香港香港島灣仔區灣仔的一條道路，全長約130米。汕頭街連接皇后大道東及莊士敦道，西面為大王東街，東面則為廈門街，但只有北面莊士敦道出口可供車輛進出。南面接皇后大道處為梯級，車輛不能通過。汕頭街多為舊樓，但不少已於戰後重建。

## 歷史
在1900年初，莊士敦道建成電車路前，汕頭街一帶是碼頭及倉庫。汕頭街是以當年的貨物運往南中國口岸而有名。到2014年開始，由幽靜小巷漸漸變成食街，開設各式食肆，包括地道茶餐廳、日式咖喱、漢堡扒飯、拉麵及精品咖啡和法國葡萄酒吧等。

## 圖片

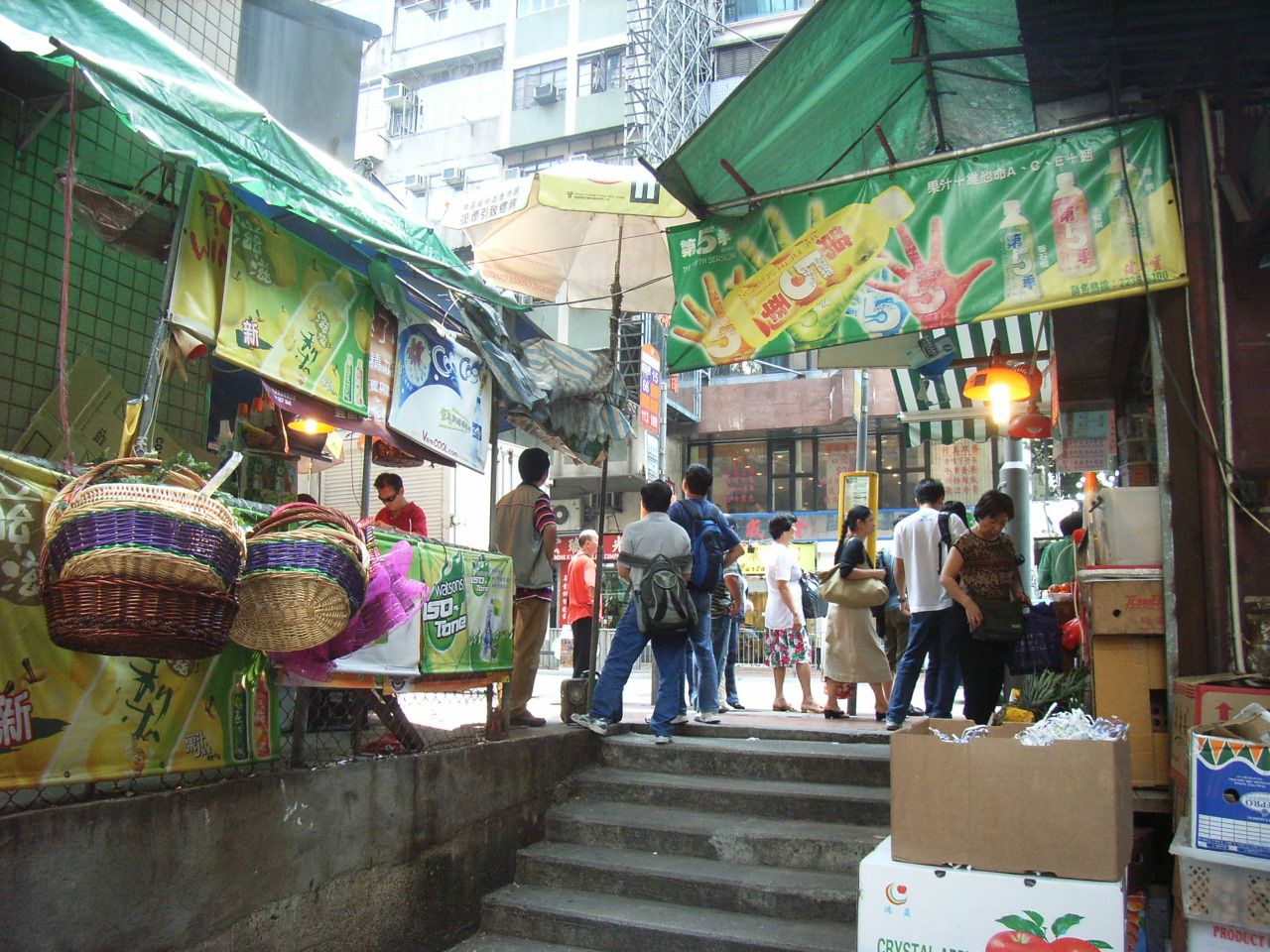
汕頭街之南端見花店及皇后大道東巴士站
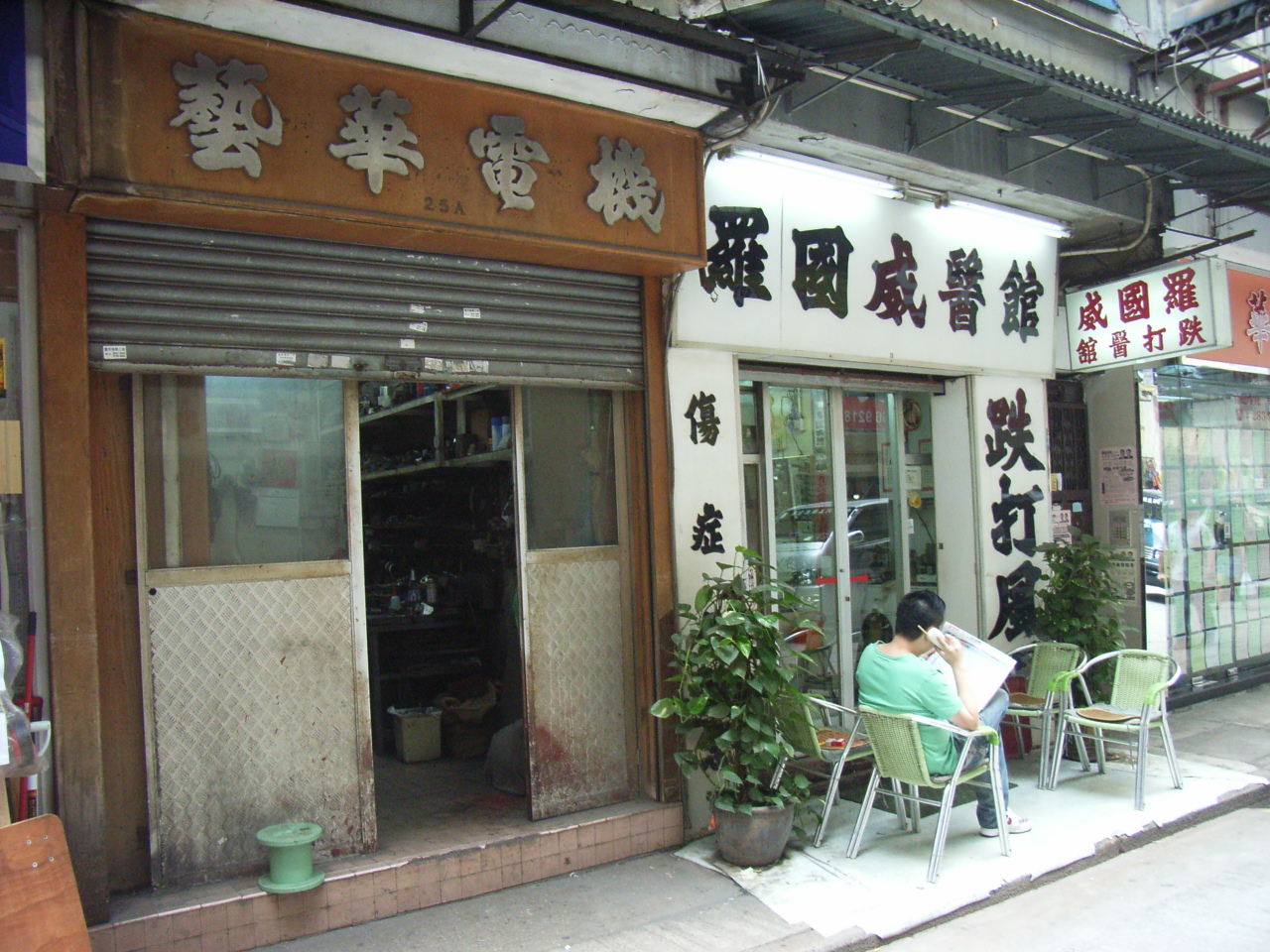
汕頭街上的一些店子，包括有小型地產代理公司及中醫師館等
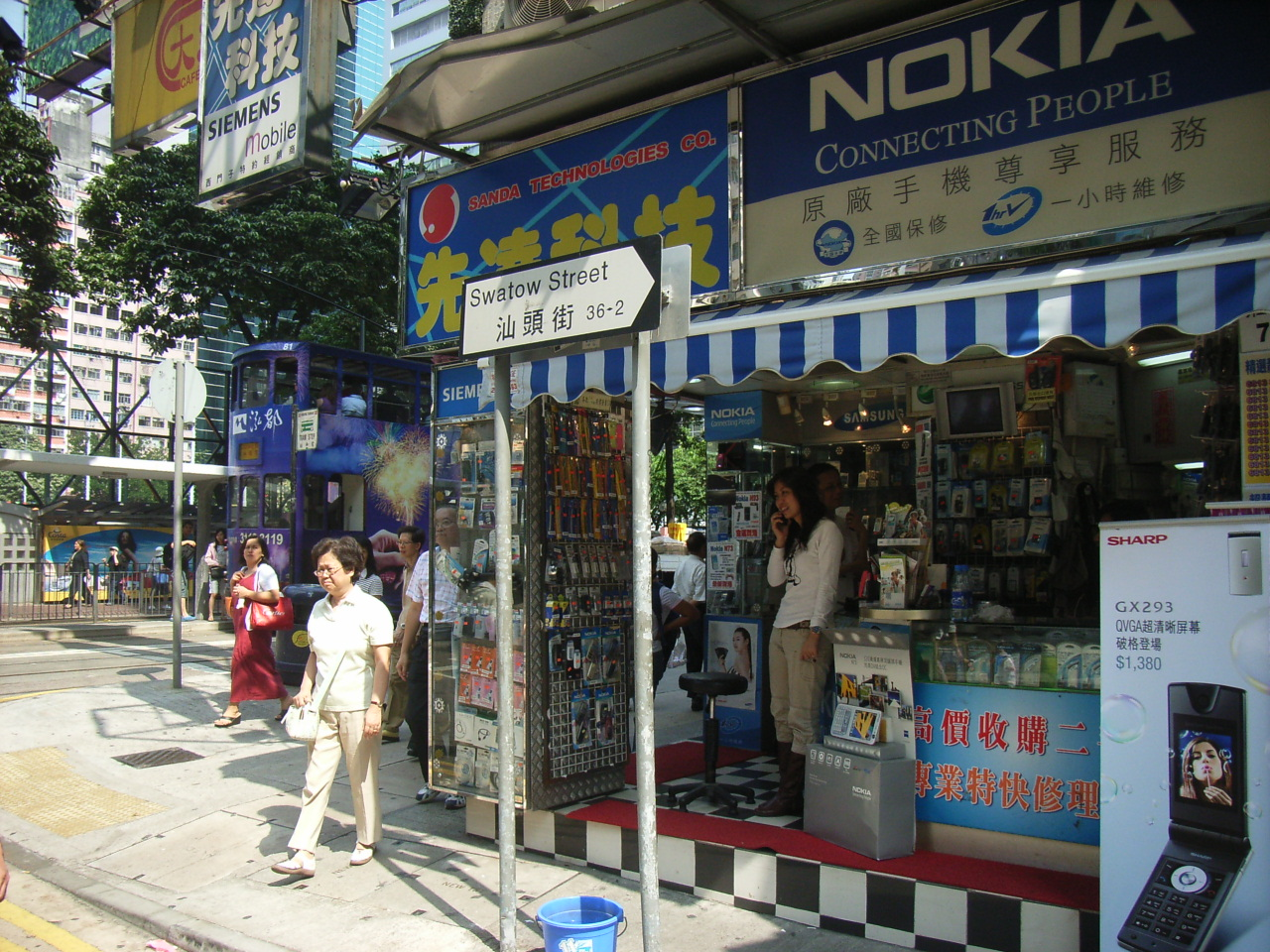
汕頭街之北端見有電車站
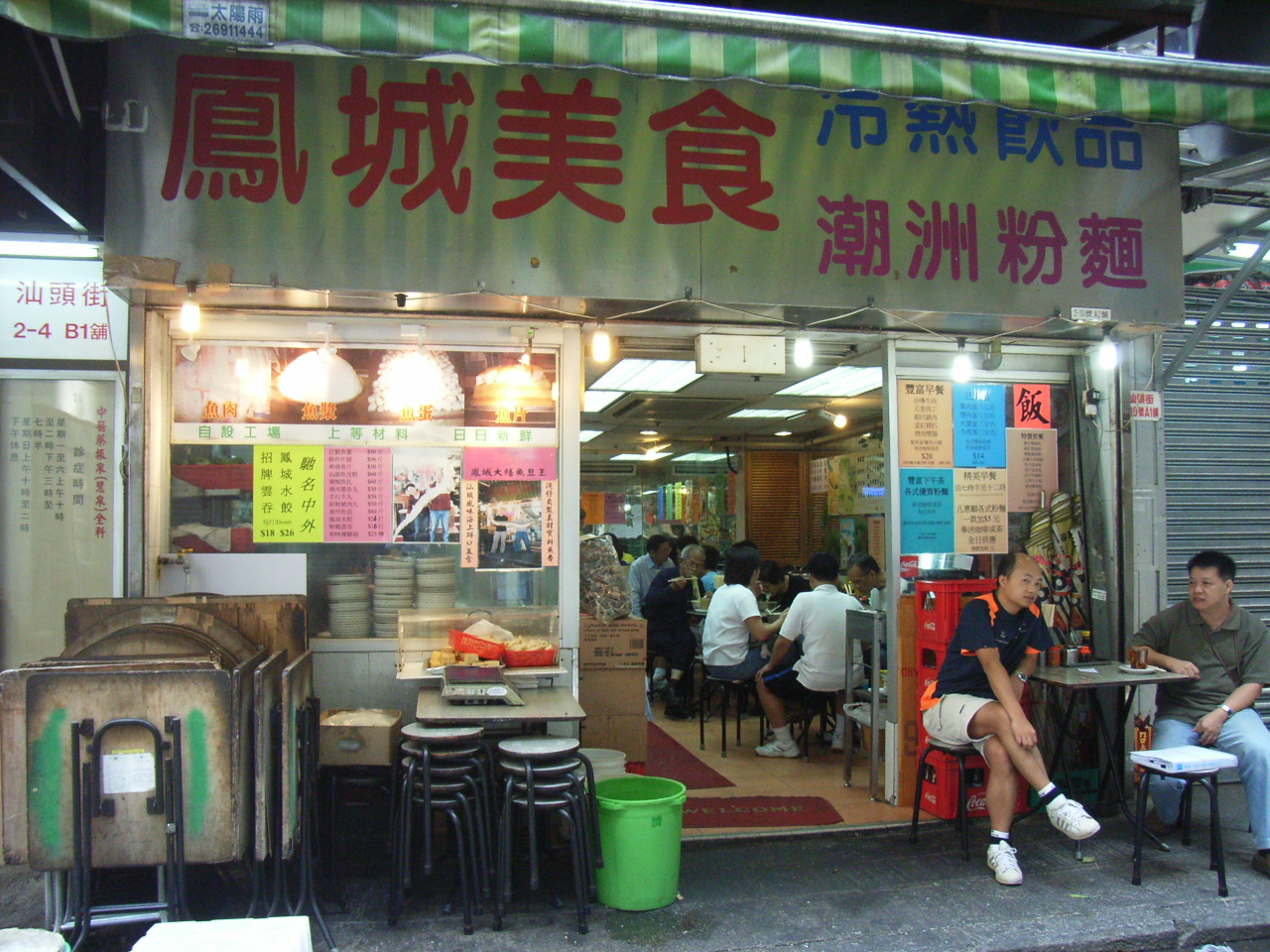
汕頭街2號
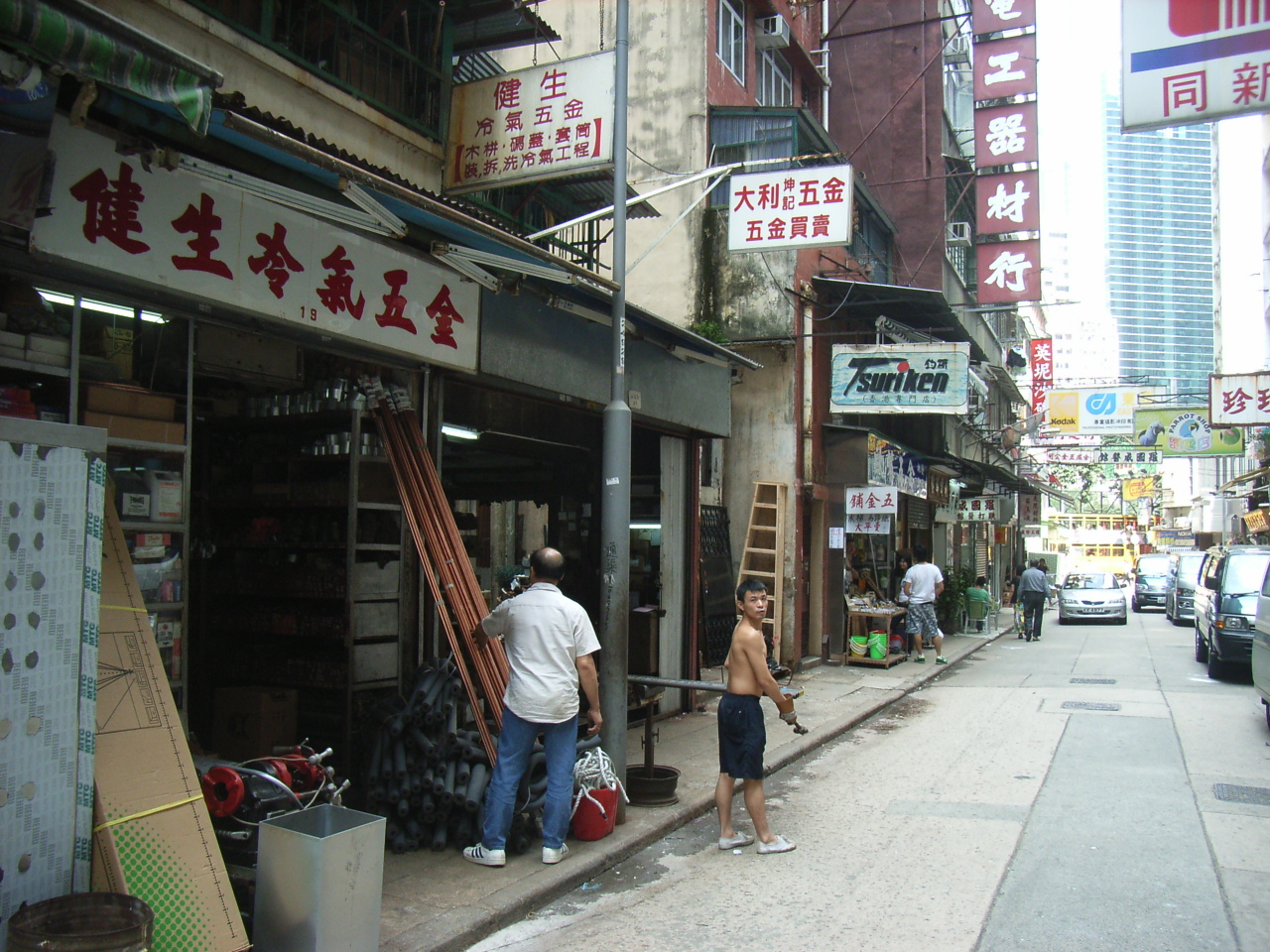
汕頭街的商店以往售賣五金工程用料為主，惟近年被各式食肆所取代 (2006年)

## 外部連結
维基共享资源上的相關多媒體資源：汕頭街